# بيث كومبز
بيث كومبز (بالإنجليزية: Beth Combs)‏ هي مدربة كرة سلة أمريكية، ولدت في 3 سبتمبر 1969.